# 336 Lacadiera
336 Lacadiera (mednarodno ime je tudi  336 Lacadiera) je asteroid tipa D v glavnem asteroidnem pasu. 

## Odkritje
Asteroid je odkril francoski astronom Auguste Charlois ( 1864 – 1910) 19. septembra 1892 v Nici.. 
Poimenovan je po manjšem kraju La Cadière d'Azur v južni Franciji (departma Var).

## Lastnosti
Asteroid Lacardiera obkroži Sonce v 3,38 letih. Njegova tirnica ima izsrednost 0,095, nagnjena pa je za 5,646° proti ekliptiki. Njegov premer je 69,31 km, okoli svoje osi se zavrti v 13,70 h .